# Criza Suezului
Criza Suezului, cunoscută și ca Războiul Canalului de Suez din 1956, Operațiunea Musketeer (denumire dată în Marea Britanie și Franța), la arabi, Agresiunea tripartită, Războiul Sinaiului sau Războiul Suez-Sinai, iar la israelieni, Campania din Sinai, Operațiunea Kadesh (Mivța Kadeș) sau Operațiunea Sinai (Mivța Sinai) a fost un război declanșat în timpul Războiului Rece ca urmare a hotărârii președintelui (în arabă rais) Egiptului, Colonelul Gamal Abdel Nasser, din 26 iulie 1956, de naționalizare a Canalului de Suez, proprietate britanico-franceză aflată sub control egiptean și respectiv, respingerea ofertei americano-britanice de a construi barajul de la Assuan de pe Nil. 

## Istoricul conflictului
Colonelul Gamal Abdel Nasser, după ce a devenit președintele Egiptului, a semnat în 1955 un contract cu Marea Britanie prin care-i permitea să dețină o bază militară și civilă în Suez, contra unui ajutor financiar de 40-60 milioane $ „pentru dezvoltare”, respectiv, pentru construirea barajului de la Aswan.
Interesele în atacarea Egiptului de către Franța și Marea Britanie au fost redobândirea controlului asupra Canalului Suez, iar Israelul cerea încetarea atacurilor unităților neregulate egiptene „fadaiun” contra coloniilor și populației civile israeliene, precum și respectarea dreptului la navigație a vaselor israeliene prin Canalul de Suez.
După ce la 29 octombrie 1955 au fost parașutate unități de elită engleze și franceze lângă orașele Port Said, Port Suez și Ismailia, pe malul african al canalului, Zahalul (armata israeliană) a spulberat în 5 zile rezistența armatei egiptene și a ocupat în totalitate Peninsula Sinai, oprindu-se pe malul estic al Canalului de Suez
Înfrângerea Egiptului a fost totală dar, intervenția vehementă a Uniunii Sovietice - la 5 noiembrie 1956, U.R.S.S. au dat un ultimatum de retragere imediată a trupelor străine - și, în special, a Statelor Unite (Președintele  Dwight Eisenhower) i-a obligat pe englezi, francezi și israelieni să se retragă. Tratatele semnate vor marca, practic, sfârșitul stăpânirii de peste un secol a Canalului de Suez a celor două state vest-europene beligerante. Israelului i s-a garantat libera trecere a vaselor prin canal - garanție care a fost încălcată de  la prima tentativă - și încetarea acțiunilor fedaiun-ilor - care a fost respectată. În pofida speranțelor americane, Egiptul a intrat total, în sfera influenței sovietice, devenind unul dintre liderii așa numitului „grup de state neangajate”. Relațiile dintre Londra și Washington au fost afectate.
Nasser, președintele Egiptului cu cele 30 de milioane de locuitori, n-a uitat și n-a iertat rușinoasa înfrângere suferită dela vecinul său din est, Israel, un stat cu o populație - la vremea respectivă - de numai 4,5 milioane de locuitori și, și-a pregătit revanșa, procedând la refacerea și reînarmarea masivă a armatei, cu ajutorul și îndrumarea sovieticilor. Noul război arabo-israelian, Războiul de Șase Zile a fost declanșat la  5 iunie 1967, casus belli fiind închiderea de către Naser a strâmtorii Tiran și blocarea acesului israelian la Marea Roșie.

### Legături în diferite forme de mass media
- "The Suez canal and the nationalization by Colonel Nasser"[nefuncțională]
 French news from the National Audiovisual Institute, August 1st, 1956 Fr.
(views of Nasser EG, Pineau FR, Lloyd UK, Murphy US, Downing street, comment on international tension).
- "The new pilots engaged for the Suez canal" Arhivat în 17 octombrie 2007, la Wayback Machine. French news from the National Audiovisual Institute, October 3rd, 1956 French
(views of Port Said, the canal and Ferdinand de Lesseps' statue few weeks before the Suez Crisis, incl. a significant comment on Nasser).
- "French paratroopers in Cyprus" Arhivat în 17 octombrie 2007, la Wayback Machine. French news from the National Audiovisual Institute, November 6th, 1956 French
(details on the French-British settings and material, views of Amiral Barjot, General Keightley, camp and scenes in Cyprus).
- "Dropping over Port Said" Arhivat în 17 octombrie 2007, la Wayback Machine. French news from the National Audiovisual Institute, November 6th, 1956 French
(views of British paratroopers dropping over Port Said, comment on respective mission for the French and British during Operation Amilcar).
- "Suez: French-British landing in Port Fouad & Port Said" Arhivat în 17 octombrie 2007, la Wayback Machine. French news from the National Audiovisual Institute, November 9th, 1956 mute
(views of French-British in Cyprus, landing in Port Fouad, landing Port Said, Gal Massu, Gal Bauffre, convoy).
- "The French in Port Said" Arhivat în 17 octombrie 2007, la Wayback Machine. French news from the National Audiovisual Institute, November 9th, 1956 mute
(views of prisonners and captured material, Gal Massu, para commandos, Egyptian cops surrender, Gal Beauffre, landing craft on the canal).
- "Dropping of Anglo-French over the canal zone Arhivat în 17 octombrie 2007, la Wayback Machine." French news from the National Audiovisual Institute, November 14th, 1956 French
(views of 2 Nordatlas, paratroopers, dropping of para and material circa Port Said, comment on no bombing to secure the population).
- "Canal obstructed by sunken ships" Arhivat în 17 octombrie 2007, la Wayback Machine. French news from the National Audiovisual Institute, November 14th, 1956 French
(views of troops in Port Said, Ferdinand de Lesseps' statue, comment on the 21 ships sunken by the "dictator").